# 한국의 대외 관계
한국의 대외 관계는 대한민국과 조선민주주의인민공화국의 대외 관계를 말한다.

## 역사

### 근대

#### 일제 강점기
20세기 초 당시 한국은 일본 제국의 식민지이었기 때문에 일제 강점기 대의 대외 관계를 보기 위해서는 일본의 대외 관계를 참고하면 된다.

## 수교 여부

과 수교한 국가

과 수교한 국가

아래 표는 대한민국과 조선민주주의인민공화국, 양국의 타국 간의 수교 여부이다. 참고로 양국 간에는 서로 승인하지 않기 때문에 수교 자체가 안 된다.
| 대한민국 측 | 대한민국 측   | 국가                  | 조선민주주의인민공화국 측 | 조선민주주의인민공화국 측 |
| 수교 여부   | 재외공관 여부 | 국가                  | 수교 여부                 | 재외공관 여부             |
| ----------- | ------------- | --------------------- | ------------------------- | ------------------------- |
| 수교        | 있음          | 가나                  | 수교                      | 없음                      |
| 수교        | 있음          | 가봉                  | 수교                      | 없음                      |
| 수교        | 없음          | 가이아나              | 수교                      | 없음                      |
| 수교        | 없음          | 감비아                | 수교                      | 없음                      |
| 수교        | 있음          | 과테말라              | 수교                      | 없음                      |
| 수교        | 없음          | 그레나다              | 수교                      | 없음                      |
| 수교        | 있음          | 그리스                | 수교                      | 없음                      |
| 수교        | 없음          | 기니                  | 수교                      | 없음                      |
| 수교        | 없음          | 기니비사우            | 수교                      | 없음                      |
| 수교        | 없음          | 나미비아              | 수교                      | 없음                      |
| 수교        | 없음          | 나우루                | 수교                      | 없음                      |
| 수교        | 있음          | 나이지리아            | 수교                      | 있음                      |
| 수교        | 없음          | 남수단                | 수교                      | 없음                      |
| 수교        | 있음          | 남아프리카 공화국     | 수교                      | 있음                      |
| 수교        | 있음          | 네덜란드              | 수교                      | 없음                      |
| 수교        | 있음          | 네팔                  | 수교                      | 없음                      |
| 수교        | 있음          | 노르웨이              | 수교                      | 없음                      |
| 수교        | 있음          | 뉴질랜드              | 수교                      | 없음                      |
| 수교        | 없음          | 니우에                | ?                         | 없음                      |
| 수교        | 없음          | 니제르                | 수교                      | 없음                      |
| 수교        | 있음          | 니카라과              | 수교                      | 없음                      |
| 수교        | 있음          | 덴마크                | 수교                      | 없음                      |
| 수교        | 있음          | 도미니카 공화국       | 수교                      | 없음                      |
| 수교        | 없음          | 도미니카 연방         | 수교                      | 없음                      |
| 수교        | 있음          | 독일                  | 수교                      | 있음                      |
| 수교        | 있음          | 동티모르              | 수교                      | 없음                      |
| 수교        | 있음          | 라오스                | 수교                      | 있음                      |
| 수교        | 없음          | 라이베리아            | 수교                      | 없음                      |
| 수교        | 있음          | 라트비아              | 수교                      | 없음                      |
| 수교        | 있음          | 러시아                | 수교                      | 있음                      |
| 수교        | 있음          | 레바논                | 수교                      | 없음                      |
| 수교        | 없음          | 레소토                | 수교                      | 없음                      |
| 수교        | 있음          | 루마니아              | 수교                      | 있음                      |
| 수교        | 있음          | 룩셈부르크            | 수교                      | 없음                      |
| 수교        | 있음          | 르완다                | 수교                      | 없음                      |
| 수교        | 있음          | 리비아                | 수교                      | 없음                      |
| 수교        | 있음          | 리투아니아            | 수교                      | 없음                      |
| 수교        | 없음          | 리히텐슈타인          | 수교                      | 없음                      |
| 수교        | 있음          | 마다가스카르          | 수교                      | 없음                      |
| 수교        | 없음          | 마셜 제도             | 미수교                    | 없음                      |
| 수교        | 없음          | 말라위                | 수교                      | 없음                      |
| 수교        | 있음          | 말레이시아            | 미수교                    | 없음                      |
| 수교        | 없음          | 말리                  | 수교                      | 없음                      |
| 수교        | 있음          | 멕시코                | 수교                      | 있음                      |
| 수교        | 없음          | 모나코                | 미수교                    | 없음                      |
| 수교        | 있음          | 모로코                | 수교                      | 없음                      |
| 수교        | 없음          | 모리셔스              | 수교                      | 없음                      |
| 수교        | 없음          | 모리타니              | 수교                      | 없음                      |
| 수교        | 있음          | 모잠비크              | 수교                      | 없음                      |
| 수교        | 없음          | 몬테네그로            | 수교                      | 없음                      |
| 수교        | 없음          | 몰도바                | 수교                      | 없음                      |
| 수교        | 없음          | 몰디브                | 수교                      | 없음                      |
| 수교        | 없음          | 몰타                  | 수교                      | 없음                      |
| 수교        | 있음          | 몽골                  | 수교                      | 있음                      |
| 수교        | 있음          | 미국                  | 미수교                    | 없음                      |
| 수교        | 있음          | 미얀마                | 수교                      | 있음                      |
| 수교        | 없음          | 미크로네시아 연방     | 미수교                    | 없음                      |
| 수교        | 없음          | 바누아투              | 수교                      | 없음                      |
| 수교        | 있음          | 바레인                | 수교                      | 없음                      |
| 수교        | 없음          | 바베이도스            | 수교                      | 없음                      |
| 수교        | 있음          | 바티칸 시국           | 미수교                    | 없음                      |
| 수교        | 없음          | 바하마                | 수교                      | 없음                      |
| 수교        | 있음          | 방글라데시            | 수교                      | 없음                      |
| 수교        | 없음          | 베냉                  | 수교                      | 없음                      |
| 수교        | 있음          | 베네수엘라            | 수교                      | 있음                      |
| 수교        | 있음          | 베트남                | 수교                      | 있음                      |
| 수교        | 있음          | 벨기에                | 수교                      | 없음                      |
| 수교        | 있음          | 벨라루스              | 수교                      | 있음                      |
| 수교        | 없음          | 벨리즈                | 수교                      | 없음                      |
| 수교        | 없음          | 보스니아 헤르체고비나 | 수교                      | 없음                      |
| 수교        | 없음          | 보츠와나              | 미수교                    | 없음                      |
| 수교        | 있음          | 볼리비아              | 미수교                    | 없음                      |
| 수교        | 없음          | 부룬디                | 수교                      | 없음                      |
| 수교        | 없음          | 부르키나파소          | 수교                      | 없음                      |
| 수교        | 없음          | 부탄                  | 미수교                    | 없음                      |
| 수교        | 없음          | 북마케도니아          | 수교                      | 없음                      |
| 수교        | 있음          | 불가리아              | 수교                      | 있음                      |
| 수교        | 있음          | 브라질                | 수교                      | 있음                      |
| 수교        | 있음          | 브루나이              | 수교                      | 없음                      |
| 수교        | 없음          | 사모아                | 미수교                    | 없음                      |
| 수교        | 있음          | 사우디아라비아        | 미수교                    | 없음                      |
| 수교        | 없음          | 산마리노              | 수교                      | 없음                      |
| 수교        | 있음          | 세네갈                | 수교                      | 있음                      |
| 수교        | 있음          | 세르비아              | 수교                      | 없음                      |
| 수교        | 없음          | 세이셸                | 수교                      | 없음                      |
| 수교        | 없음          | 세인트루시아          | 수교                      | 없음                      |
| 수교        | 없음          | 세인트빈센트 그레나딘 | 수교                      | 없음                      |
| 수교        | 없음          | 세인트키츠 네비스     | 수교                      | 없음                      |
| 수교        | 없음          | 소말리아              | 수교                      | 없음                      |
| 수교        | 없음          | 솔로몬 제도           | 미수교                    | 없음                      |
| 수교        | 있음          | 수단                  | 수교                      | 없음                      |
| 수교        | 없음          | 수리남                | 수교                      | 없음                      |
| 수교        | 있음          | 스리랑카              | 수교                      | 없음                      |
| 수교        | 있음          | 스웨덴                | 수교                      | 있음                      |
| 수교        | 있음          | 스위스                | 수교                      | 있음                      |
| 수교        | 있음          | 스페인                | 수교                      | 없음                      |
| 수교        | 있음          | 슬로바키아            | 수교                      | 없음                      |
| 수교        | 있음          | 슬로베니아            | 수교                      | 없음                      |
| 수교        | 없음          | 시리아                | 수교                      | 있음                      |
| 수교        | 없음          | 시에라리온            | 수교                      | 없음                      |
| 수교        | 있음          | 싱가포르              | 수교                      | 있음                      |
| 수교        | 있음          | 아랍에미리트          | 수교                      | 없음                      |
| 수교        | 없음          | 아르메니아            | 수교                      | 없음                      |
| 수교        | 있음          | 아르헨티나            | 미수교                    | 없음                      |
| 수교        | 없음          | 아이슬란드            | 수교                      | 없음                      |
| 수교        | 없음          | 아이티                | 미수교                    | 없음                      |
| 수교        | 있음          | 아일랜드              | 수교                      | 없음                      |
| 수교        | 있음          | 아제르바이잔          | 수교                      | 없음                      |
| 수교        | 있음          | 아프가니스탄          | 수교                      | 없음                      |
| 수교        | 없음          | 안도라                | 미수교                    | 없음                      |
| 수교        | 없음          | 알바니아              | 수교                      | 없음                      |
| 수교        | 있음          | 알제리                | 수교                      | 있음                      |
| 수교        | 있음          | 앙골라                | 수교                      | 있음                      |
| 수교        | 없음          | 앤티가 바부다         | 수교                      | 없음                      |
| 수교        | 없음          | 에리트레아            | 수교                      | 없음                      |
| 수교        | 없음          | 에스와티니            | 미수교                    | 없음                      |
| 수교        | 있음          | 에스토니아            | 미수교                    | 없음                      |
| 수교        | 있음          | 에콰도르              | 미수교                    | 없음                      |
| 수교        | 있음          | 에티오피아            | 수교                      | 있음                      |
| 수교        | 있음          | 엘살바도르            | 미수교                    | 없음                      |
| 수교        | 있음          | 영국                  | 수교                      | 있음                      |
| 수교        | 있음          | 예멘                  | 수교                      | 없음                      |
| 수교        | 있음          | 오만                  | 수교                      | 없음                      |
| 수교        | 있음          | 오스트레일리아        | 수교                      | 없음                      |
| 수교        | 있음          | 오스트리아            | 수교                      | 있음                      |
| 수교        | 있음          | 온두라스              | 미수교                    | 없음                      |
| 수교        | 있음          | 요르단                | 미수교                    | 없음                      |
| 수교        | 있음          | 우간다                | 수교                      | 없음                      |
| 수교        | 있음          | 우루과이              | 미수교                    | 없음                      |
| 수교        | 있음          | 우즈베키스탄          | 수교                      | 없음                      |
| 수교        | 있음          | 우크라이나            | 미수교                    | 없음                      |
| 수교        | 있음          | 이라크                | 미수교                    | 없음                      |
| 수교        | 있음          | 이란                  | 수교                      | 있음                      |
| 수교        | 있음          | 이스라엘              | 미수교                    | 없음                      |
| 수교        | 있음          | 이집트                | 수교                      | 있음                      |
| 수교        | 있음          | 이탈리아              | 수교                      | 있음                      |
| 수교        | 있음          | 인도                  | 수교                      | 있음                      |
| 수교        | 있음          | 인도네시아            | 수교                      | 있음                      |
| 수교        | 있음          | 일본                  | 미수교                    | 없음                      |
| 수교        | 없음          | 자메이카              | 수교                      | 없음                      |
| 수교        | 없음          | 잠비아                | 수교                      | 없음                      |
| 수교        | 없음          | 적도 기니             | 수교                      | 있음                      |
| 수교        | 있음          | 조지아                | 수교                      | 없음                      |
| 수교        | 없음          | 중앙아프리카 공화국   | 수교                      | 없음                      |
| 불인정      | 없음          | 중화민국              | 불인정                    | 없음                      |
| 수교        | 있음          | 중화인민공화국        | 수교                      | 있음                      |
| 수교        | 없음          | 지부티                | 수교                      | 없음                      |
| 수교        | 있음          | 짐바브웨              | 수교                      | 없음                      |
| 수교        | 없음          | 차드                  | 수교                      | 없음                      |
| 수교        | 있음          | 체코                  | 수교                      | 있음                      |
| 수교        | 있음          | 칠레                  | 수교                      | 없음                      |
| 수교        | 있음          | 카메룬                | 수교                      | 없음                      |
| 수교        | 없음          | 카보베르데            | 수교                      | 없음                      |
| 수교        | 있음          | 카자흐스탄            | 수교                      | 없음                      |
| 수교        | 있음          | 카타르                | 수교                      | 없음                      |
| 수교        | 있음          | 캄보디아              | 수교                      | 있음                      |
| 수교        | 있음          | 캐나다                | 수교                      | 없음                      |
| 수교        | 있음          | 케냐                  | 수교                      | 없음                      |
| 수교        | 없음          | 코모로                | 수교                      | 없음                      |
| 미수교      | 없음          | 코소보                | 불인정                    | 없음                      |
| 수교        | 있음          | 코스타리카            | 미수교                    | 없음                      |
| 수교        | 있음          | 코트디부아르          | 수교                      | 없음                      |
| 수교        | 있음          | 콜롬비아              | 수교                      | 없음                      |
| 수교        | 없음          | 콩고 공화국           | 수교                      | 없음                      |
| 수교        | 있음          | 콩고 민주 공화국      | 수교                      | 없음                      |
| 수교        | 있음          | 쿠바                  | 수교                      | 있음                      |
| 수교        | 있음          | 쿠웨이트              | 수교                      | 있음                      |
| 수교        | 없음          | 쿡 제도               | ?                         | 없음                      |
| 수교        | 있음          | 크로아티아            | 수교                      | 없음                      |
| 수교        | 있음          | 키르기스스탄          | 수교                      | 없음                      |
| 수교        | 없음          | 키리바시              | 미수교                    | 없음                      |
| 수교        | 없음          | 키프로스              | 수교                      | 없음                      |
| 수교        | 있음          | 타지키스탄            | 수교                      | 없음                      |
| 수교        | 있음          | 탄자니아              | 수교                      | 있음                      |
| 수교        | 있음          | 태국                  | 수교                      | 있음                      |
| 수교        | 없음          | 토고                  | 수교                      | 없음                      |
| 수교        | 없음          | 통가                  | 미수교                    | 없음                      |
| 수교        | 있음          | 투르크메니스탄        | 수교                      | 없음                      |
| 수교        | 없음          | 투발루                | 미수교                    | 없음                      |
| 수교        | 있음          | 튀니지                | 수교                      | 없음                      |
| 수교        | 있음          | 튀르키예              | 수교                      | 없음                      |
| 수교        | 있음          | 트리니다드 토바고     | 수교                      | 없음                      |
| 수교        | 있음          | 파나마                | 미수교                    | 없음                      |
| 수교        | 있음          | 파라과이              | 미수교                    | 없음                      |
| 수교        | 있음          | 파키스탄              | 수교                      | 있음                      |
| 수교        | 있음          | 파푸아뉴기니          | 수교                      | 없음                      |
| 수교        | 없음          | 팔라우                | 미수교                    | 없음                      |
| 불인정      | 없음          | 팔레스타인            | 수교                      | 없음                      |
| 수교        | 있음          | 페루                  | 수교                      | 있음                      |
| 수교        | 있음          | 포르투갈              | 수교                      | 없음                      |
| 수교        | 있음          | 폴란드                | 수교                      | 있음                      |
| 수교        | 있음          | 프랑스                | 미수교                    | 없음                      |
| 수교        | 있음          | 피지                  | 수교                      | 없음                      |
| 수교        | 있음          | 핀란드                | 수교                      | 없음                      |
| 수교        | 있음          | 필리핀                | 수교                      | 없음                      |
| 수교        | 있음          | 헝가리                | 수교                      | 없음                      |
| 194개국     | 122개국       | 합계                  | 159개국                   | 38개국                    |

### 양국 수교 연표
| 연도   | 대한민국 | 대한민국             | 대한민국       | 조선민주주의인민공화국 | 조선민주주의인민공화국          | 조선민주주의인민공화국 | 비고                                        |
| 연도   | 수교한 국가 | 단교한 국가          | 수교국 수      | 수교한 국가 | 단교한 국가                     | 수교국 수              | 비고                                        |
| ------ | --- | -------------------- | -------------- | --- | ------------------------------- | ---------------------- | ------------------------------------------- |
| 1948년 | |                      | 0              | 러시아 루마니아 몽골 불가리아 세르비아 알바니아 체코 폴란드 헝가리                                                                                  |                                 | 9                      | 양국 수립                                   |
| 1949년 | 미국 영국 중화민국 프랑스 필리핀 |                      | 5              | 중화인민공화국 |                                 | 10                     |                                             |
| 1950년 | 스페인 |                      | 6              | 베트남 |                                 | 11                     |                                             |
| 1951년 | |                      | 6              | |                                 | 11                     |                                             |
| 1952년 | |                      | 6              | |                                 | 11                     |                                             |
| 1953년 | |                      | 6              | |                                 | 11                     |                                             |
| 1954년 | |                      | 6              | |                                 | 11                     |                                             |
| 1955년 | 독일 |                      | 7              | 동독 |                                 | 12                     |                                             |
| 1956년 | 남베트남 이탈리아 |                      | 9              | |                                 | 12                     |                                             |
| 1957년 | 튀르키예 |                      | 10             | |                                 | 12                     |                                             |
| 1958년 | 태국 |                      | 11             | |                                 | 12                     |                                             |
| 1959년 | 노르웨이 덴마크 브라질 스웨덴 |                      | 15             | |                                 | 12                     |                                             |
| 1960년 | 말레이시아 |                      | 16             | 기니 말리 쿠바 |                                 | 15                     |                                             |
| 1961년 | 그리스 네덜란드 니제르 베냉 벨기에 오스트레일리아 차드 카메룬 코트디부아르 콩고 공화국 포르투갈 |                      | 27             | |                                 | 15                     | 미얀마와 영사급 수교 이집트와 영사급 수교   |
| 1962년 | 가봉 과테말라 뉴질랜드 니카라과 도미니카 공화국 룩셈부르크 마다가스카르 멕시코 모로코 부르키나파소 사우디아라비아 세네갈 시에라리온 아르헨티나 아이슬란드 아이티 에콰도르 엘살바도르 온두라스 요르단 이란 이스라엘 자메이카 칠레 코스타리카 콜롬비아 파나마 파라과이 |                      | 55             | | 세르비아                        | 14                     | 인도와 영사급 수교 캄보디아와 영사급 수교   |
| 1963년 | 르완다 모리타니 바티칸 시국 스위스 에티오피아 오스트리아 우간다 중앙아프리카 공화국 캐나다 콩고 민주 공화국 토고 페루 |                      | 67             | 알제리 예멘 우간다 이집트 |                                 | 18                     |                                             |
| 1964년 | 라이베리아 우루과이 케냐 | 모리타니             | 69             | 가나 모리타니 인도네시아 캄보디아 콩고 공화국 | 우간다                          | 22                     |                                             |
| 1965년 | 감비아 말라위 몰타 베네수엘라 볼리비아 일본 | 콩고 공화국          | 74             | 탄자니아 |                                 | 23                     |                                             |
| 1966년 | 레소토 |                      | 75             | 시리아 팔레스타인 |                                 | 25                     | 인도네시아와 영사급 수교                    |
| 1967년 | 몰디브 |                      | 76             | 부룬디 소말리아 |                                 | 27                     |                                             |
| 1968년 | 가이아나 보츠와나 에스와티니 |                      | 79             | 남예멘 이라크 |                                 | 29                     | 튀니지와 영사급 수교 파키스탄과 영사급 수교 |
| 1969년 | 튀니지 |                      | 80             | 수단 잠비아 적도 기니 중앙아프리카 공화국 차드 |                                 | 34                     | 싱가포르와 영사급 수교                      |
| 1970년 | 캄보디아 통가 |                      | 82             | 몰디브 스리랑카 |                                 | 36                     |                                             |
| 1971년 | 모리셔스 피지 |                      | 84             | 몰타 세르비아 시에라리온 |                                 | 39                     |                                             |
| 1972년 | 사모아 |                      | 85             | 르완다 마다가스카르 부르키나파소 세네갈 우간다 칠레 카메룬 콩고 민주 공화국 파키스탄                                                                |                                 | 48                     |                                             |
| 1973년 | 방글라데시 아프가니스탄 인도 인도네시아 핀란드 |                      | 90             | 감비아 노르웨이 덴마크 말레이시아 모리셔스 방글라데시 베냉 스웨덴 아르헨티나 아이슬란드 아프가니스탄 이란 인도 토고 핀란드                          |                                 | 63                     |                                             |
| 1974년 | 그레나다 네팔 라오스 오만 카타르 | 토고                 | 94             | 가봉 가이아나 기니비사우 네팔 니제르 라오스 리비아 베네수엘라 보츠와나 스위스 오스트레일리아 오스트리아 요르단 자메이카 코스타리카                  |                                 | 78                     |                                             |
| 1975년 | 미얀마 수리남 싱가포르 | 라오스 베냉 캄보디아 | 93             | 라이베리아 모잠비크 미얀마 상투메 프린시페 싱가포르 에티오피아 카보베르데 코모로 태국 포르투갈 피지                                                 | 오스트레일리아                  | 88                     | 베트남 통일                                 |
| 1976년 | 바레인 세이셸 파푸아뉴기니 |                      | 96             | 나이지리아 세이셸 앙골라 파푸아뉴기니 |                                 | 92                     |                                             |
| 1977년 | 가나 바베이도스 수단 스리랑카 지부티 |                      | 101            | 바베이도스 | 아르헨티나                      | 92                     |                                             |
| 1978년 | 도미니카 연방 모리타니 솔로몬 제도 투발루 | 아프가니스탄         | 104            | 니카라과 사모아 튀니지 |                                 | 95                     |                                             |
| 1979년 | 나우루 세인트루시아 세인트빈센트 그레나딘 적도 기니 코모로 쿠웨이트 |                      | 110            | 그레나다 도미니카 연방 세인트루시아 |                                 | 98                     |                                             |
| 1980년 | 나이지리아 리비아 바누아투 아랍에미리트 키리바시 | 세이셸               | 114            | 레소토 멕시코 짐바브웨 | 이라크                          | 100                    |                                             |
| 1981년 | 레바논 앤티가 바부다 |                      | 116            | 레바논 바누아투 세인트빈센트 그레나딘 | 도미니카 연방                   | 102                    |                                             |
| 1982년 | |                      | 116            | 나우루 말라위 수리남 |                                 | 105                    |                                             |
| 1983년 | 기니비사우 세인트키츠 네비스 아일랜드 파키스탄 |                      | 120            | | 미얀마 사모아 코모로 코스타리카 | 101                    |                                             |
| 1984년 | 브루나이 |                      | 121            | |                                 | 101                    |                                             |
| 1985년 | 바하마 예멘 트리니다드 토바고 |                      | 124            | 코트디부아르 |                                 | 102                    |                                             |
| 1986년 | |                      | 124            | 트리니다드 토바고 | 레소토                          | 102                    |                                             |
| 1987년 | 벨리즈 부탄 소말리아 |                      | 127            | |                                 | 102                    |                                             |
| 1988년 | 상투메 프린시페 카보베르데 |                      | 129            | 콜롬비아 페루 | 피지                            | 103                    |                                             |
| 1989년 | 세르비아 이라크 폴란드 헝가리 |                      | 133            | 모로코 코모로 |                                 | 105                    |                                             |
| 1990년 | 나미비아 남예멘 러시아 루마니아 말리 몽골 베냉 불가리아 알제리 잠비아 체코 콩고 공화국 |                      | 144            | 나미비아 앤티가 바부다 |                                 | 105                    | 독일 통일 예멘 통일                         |
| 1991년 | 라트비아 리투아니아 마셜 제도 미크로네시아 연방 부룬디 알바니아 에스토니아 토고 |                      | 152            | 도미니카 연방 라트비아 리투아니아 바하마 벨리즈 세인트키츠 네비스 키프로스                                                                          |                                 | 112                    |                                             |
| 1992년 | 남아프리카 공화국 몰도바 베트남 벨라루스 슬로베니아 아르메니아 아제르바이잔 앙골라 우즈베키스탄 우크라이나 조지아 중화인민공화국 카자흐스탄 크로아티아 키르기스스탄 타지키스탄 탄자니아 투르크메니스탄                                                               | 중화민국             | 169            | 몰도바 벨라루스 슬로베니아 아르메니아 아제르바이잔 오만 우즈베키스탄 우크라이나 조지아 카자흐스탄 크로아티아 키르기스스탄 타지키스탄 투르크메니스탄 |                                 | 126                    |                                             |
| 1993년 | 리히텐슈타인 모잠비크 슬로바키아 에리트레아 |                      | 173            | 레소토 북마케도니아 슬로바키아 에리트레아 지부티 카타르                                                                                             |                                 | 132                    |                                             |
| 1994년 | 짐바브웨 |                      | 174            | |                                 | 132                    |                                             |
| 1995년 | 라오스 보스니아 헤르체고비나 세이셸 안도라 이집트 키프로스 팔라우 |                      | 181            | |                                 | 132                    |                                             |
| 1996년 | |                      | 181            | 보스니아 헤르체고비나 |                                 | 133                    |                                             |
| 1997년 | 캄보디아 |                      | 182            | |                                 | 133                    |                                             |
| 1998년 | |                      | 182            | 남아프리카 공화국 |                                 | 134                    |                                             |
| 1999년 | |                      | 182            | 브루나이 |                                 | 135                    |                                             |
| 2000년 | 산마리노 |                      | 183            | 영국 오스트레일리아 이탈리아 필리핀 |                                 | 139                    |                                             |
| 2001년 | |                      | 183            | 그리스 네덜란드 뉴질랜드 독일 룩셈부르크 리히텐슈타인 바레인 벨기에 브라질 스페인 캐나다 쿠웨이트 튀르키예                                          |                                 | 152                    |                                             |
| 2002년 | 동티모르 아프가니스탄 |                      | 185            | 동티모르 피지 |                                 | 154                    |                                             |
| 2003년 | |                      | 185            | 아일랜드 |                                 | 155                    |                                             |
| 2004년 | |                      | 185            | 산마리노 |                                 | 156                    |                                             |
| 2005년 | |                      | 185            | |                                 | 156                    |                                             |
| 2006년 | 기니 몬테네그로 |                      | 187            | 몬테네그로 |                                 | 157                    |                                             |
| 2007년 | 모나코 |                      | 188            | 과테말라 도미니카 공화국 미얀마 아랍에미리트 |                                 | 161                    |                                             |
| 2008년 | |                      | 188            | 케냐 |                                 | 162                    |                                             |
| 2009년 | |                      | 188            | |                                 | 162                    |                                             |
| 2010년 | |                      | 188            | |                                 | 162                    |                                             |
| 2011년 | 남수단 |                      | 189            | 남수단 |                                 | 163                    |                                             |
| 2012년 | |                      | 189            | |                                 | 163                    |                                             |
| 2013년 | 쿡 제도 |                      | 190            | |                                 | 163                    |                                             |
| 2014년 | |                      | 190            | | 보츠와나                        | 162                    |                                             |
| 2015년 | |                      | 190            | |                                 | 162                    |                                             |
| 2016년 | |                      | 190            | |                                 | 162                    |                                             |
| 2017년 | |                      | 190            | |                                 | 162                    |                                             |
| 2018년 | |                      | 190            | | 요르단                          | 161                    |                                             |
| 2019년 | 북마케도니아 |                      | 191            | |                                 | 161                    |                                             |
| 2020년 | |                      | 191            | |                                 | 161                    |                                             |
| 2021년 | |                      | 191            | | 말레이시아                      | 160                    |                                             |
| 2022년 | |                      | 191            | | 우크라이나                      | 159                    |                                             |
| 2023년 | 니우에 |                      | 192            | |                                 | 159                    |                                             |
| 2024년 | 쿠바 |                      | 193            | |                                 | 159                    |                                             |
| 2025년 | 시리아 |                      | 194            | |                                 | 159                    |                                             |
| 총계   | 194개국과 수교 | 194개국과 수교       | 194개국과 수교 | 159개국과 수교 | 159개국과 수교                  | 159개국과 수교         |                                             |

### 한국과 수교하지 않은 독립 국가
현재 독립 국가 195개국 중 대한민국과 조선민주주의인민공화국, 양국과 모두 수교한 국가는 158개국이다. 따라서 37개국은 한 나라와만 수교했다. 양국과 수교하지 않았던 국가 목록이다.
 대한민국과 수교하지 않은 국가(1개국)
- 팔레스타인

 조선민주주의인민공화국과 수교하지 않은 국가(34개국)
- 마셜 제도
- 말레이시아
- 모나코
- 미국
- 미크로네시아 연방
- 바티칸 시국
- 보츠와나
- 볼리비아
- 부탄
- 사모아
- 사우디아라비아
- 솔로몬 제도
- 아르헨티나
- 아이티
- 안도라
- 에스와티니
- 에스토니아
- 에콰도르
- 엘살바도르
- 온두라스
- 요르단
- 우루과이
- 우크라이나
- 이라크
- 이스라엘
- 일본
- 코스타리카
- 키리바시
- 통가
- 투발루
- 파나마
- 파라과이
- 팔라우
- 프랑스

## 같이 보기
- 대한민국 외교부